# Piggies (film, 2009)
Pour plus de détails, voir Fiche technique et Distribution.
Piggies (Świnki) est un film germano-polonais réalisé par Robert Gliński, sorti en 2009 en Pologne et en 2011 en DVD en France.

## Synopsis
Tomek est un adolescent de 15 ans vivant dans une famille pauvre d'une petite ville polonaise près de la frontière allemande. Il voudrait bien se payer de beaux vêtements, un téléphone ou un ordinateur, mais il n'a pas d'argent. Il rencontre Marta, dont il tombe amoureux et son besoin d'argent devient encore plus pressant. Un jour, il est mis dans la confidence par un copain : l'argent qui lui manque, il peut se le procurer par la prostitution auprès des allemands qui passent la frontière. Un réseau dirigé par un souteneur peu scrupuleux le prend en charge, mais il n'a pas évalué le danger de cette vie.

## Fiche technique
- Titre polonais : Świnki
- Titre allemand : Ich, Tomek
- Sortie en France uniquement en DVD avec le titre Piggies
- Réalisateur : Robert Gliński
- Scénario : Joanna Didik, Robert Gliński
- Pays :  Pologne /  Allemagne
- Langues : polonais, allemand
- Durée : 94 minutes
- Son : Dolby digital, Dolby SR

## Distribution
- Filip Garbacz : Tomek
- Anna Kulej : Marta
- Daniel Furmaniak : Ciemny
- Bogdan Koca : le père de Tomek
- Dorota Wierzbicka-Matarelli : la mère de Tomek
- Piotr Jagielski : Antek
- Rolf Hoppe : Weber
- Marek Kalita : le prêtre
- Katarzyna Pyszynska : Agata, la sœur de Tomek
- Tomasz Tyndyk : Borys
- Anna Kózka : Kaska
- Ewelina Bogdanowicz : Baska
- Dorota Ignatjew : la mère de Ciemny
- Marcin Sitek : Arek
- Janusz Chabior : Andrzej
- Hans Heiko Raulin : Max
- Patryk Gajewski : Boy

## Récompenses et distinctions
- Prix spécial du Jury lors de la première édition du Festival de Cinéma Européen des Arcs (2010).